# Andrés de Urdaneta

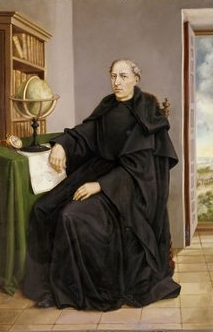
Andrés de Urdaneta

Andrés de Urdaneta även Frey Andrés de Urdaneta, född 30 november 1498 i Ordizia, Baskien, död 3 juni 1568 i Mexico City, var en spansk augustinermunk, sjöfarare och upptäcktsresande som 1565 blev den förste att hitta en tillförlitlig rutt över Stilla havet från väst till öst. Rutten gick från Filippinerna till Mexiko och kallades länge Ruta de Urdaneta ("Urdanetas väg").

## Urdanetas tidiga liv
Andrés de Urdaneta föddes i den lilla byn Villafranca de Ordizia i provinsen Guipúzcoa i Baskien i Spanien. Först studerade han latin och filosofi men valde sedan att söka in till militärmakten. Han deltog i de Italienska krigen där han nådde kaptens grad.
Urdaneta återvände därefter till Spanien och började studera matematik och astronomi vilket väckte hans intresse för sjöfart.
1525 deltog han i García Jofre de Loaísas expedition över Stilla havet till Moluckerna. Expeditionen misslyckades dock och besättningen tillfångatogs 1529 på ön Tidore av portugiserna. Misslyckandet berodde till stor del på passadvindarna vilka gav ständig motvind och omöjliggjorde en återfärd österut. Urdaneta lyckades senare fly ur fångenskapen och nådde åter Spanien 1534 vilket formellt avslutade den andra europeiska världsomseglingen.
Urdaneta återvände därefter till Nueva España ("Nya Spanien") där han 1553 inträdde i Augustinerorden i Mexico City.

## Expeditionen i Stilla Havet
1564 avled vicekungen Luis de Velasco och "Nya Spanien"s förvaltning överflyttades till Real Audiencia (ett juridiskt organ). 1559 gav kung Filip II Real Audiencia uppdraget att utrusta en expedition över Stilla havet åter i syfte att kolonisera Filippinerna. Filip II bad Urdaneta att bli befälhavare då han var en skicklig navigatör och bekant med farvattnen. Urdaneta gick dock endast med på att delta i expeditionen och befälet gick i stället till conquistadoren Don Miguel López de Legazpi.
Den 21 november 1564 lämnade Urdaneta Puerto de la Navidad i Jalisco på Mexikos västra kust med en konvoj om 5 fartyg med som Urdaneta hade utlovats målet Nya Guinea. Legazpi hade befälet över flaggskeppet, där även Urdaneta fanns ombord. När fartygen var 300 sjömil från land öppnade kaptenen enligt sina instruktioner en förseglad order från Audiencia, som innebar att fartygen i stället skulle bege sig direkt till Filippinerna. Trots att detta inte låg i Urdanetas önskan, fann han sig i situationen och tog också befälet över fartygen. Han ställde lojalt upp på kungens önskan, vars främsta mål var att finna en bra rutt tillbaka till Amerika, från väster. Med var galeonerna San Pedro och San Pablo, galeonceten San Juan, patachen San Lucas och fragatillan La Mexicana. Den 13 februari 1565 efter att ha seglat västerut anlände man till Filippinerna. Storleken på de två galeonerna var: San Pedro 500 tn, San Pablo 400 tn, San Juan 80 tn och San Lucas 40 tn.
Konvojen nådde ön Cebu i Filippinerna den 27 april 1565 där man landsteg och grundade den första spanska bosättningen på Filippinerna. Efter en viloperiod på ön beslöt Legazpi att själv kvarstanna på ön för att säkra kolonin och att sända Urdaneta åter till havs dels för att hitta en bättre rutt tillbaka till Nya Spanien dels ordna understöd.
Den 1 juni 1565 lämnade Urdaneta hamnen i San Miguel. Han färdades ändå upp kring 36:e norra breddgraden (Cebu ligger kring 10:e norra breddgraden, 1 breddgrad motsvarar ca 111 km) innan han stötte på gynnsamma vindar som förde honom österut. Den 8 oktober nådde han slutligen hamnen i Acapulco efter 130 dagar och ca 20.000 kilometer till havs. 14 sjömän hade avlidit under resan och vid ankomsten hade bara Urdaneta själv och Felipe de Salcedo (Legazpis brorson) krafter nog kvar att kasta ankar.

## Urdanetas senare liv
Efter ankomsten i Acapulco visade det sig att Alonso de Arellano, en tidigare medlem av expeditionen som övergav konvojen kort efter avfärden från San Miguel, hade nått staden Barra de Navidad i Jalisco redan i augusti och därmed slagit Urdaneta. Dock var Arellanos anteckningar avsevärt mindre noggranna och äran tillföll ändå Urdaneta vars anteckningar var tydligare och därmed ansågs hans rutt som mera tillförlitlig.
Urdaneta åkte sedan till Spanien för att avlämna rapport över expeditionen och återvände därefter till Nya Spanien. Tanken var att sedan återvända till Filippinerna men hans vänner avrådde honom från att resa.
Han skrev en redogörelse över Loaisaexpeditionen som publicerades och en redogörelse över sin egen expedition där manuskriptet förvaras i Archivo General de Indias i Sevilla.
Urdaneta drog sig sedan tillbaka till klosterlivet och dog i Mexico City den 3 juni 1568.
Tack vare den nya rutten kunde nu Filippinerna koloniseras från Mexiko och rutten användes under resten av 1500-talet fram till slutet på 1600-talet. Det inrättades även en regelbunden linje kallad "Galeones de Manila-Acapulco" mellan Filippinerna och Mexiko som trafikerades en till två gånger årligen fram till 1815.